# Sestilio
Sestilio  è un nome proprio di persona italiano maschile.

## Varianti
- Maschili: Sistilio[3]
- Femminili: Sestilia[1][3], Sistilia[3]

### Varianti in altre lingue
- Catalano: Sextili
- Celtico antico: Seysill[2]
- Latino: Sextilius[2]
- Portoghese: Sestílio
- Rumeno: Sextil
- Russo: Секстилий (Sekstilij)
- Spagnolo: Sextilio
- Ucraino: Секстілій (Sekstilij)

## Origine e diffusione
Sebbene alcune fonti lo considerino una variante del nome Sesto, è in realtà un suo derivato; si tratta, per la precisione, di un patronimico (cioè "relativo a Sesto", "della famiglia di Sesto") risalente al cognomen romano Sextilius.

## Onomastico
Il nome è adespota, ovvero non è portato da alcun santo. L'onomastico si può festeggiare il 1º novembre, giorno di Ognissanti.

## Persone

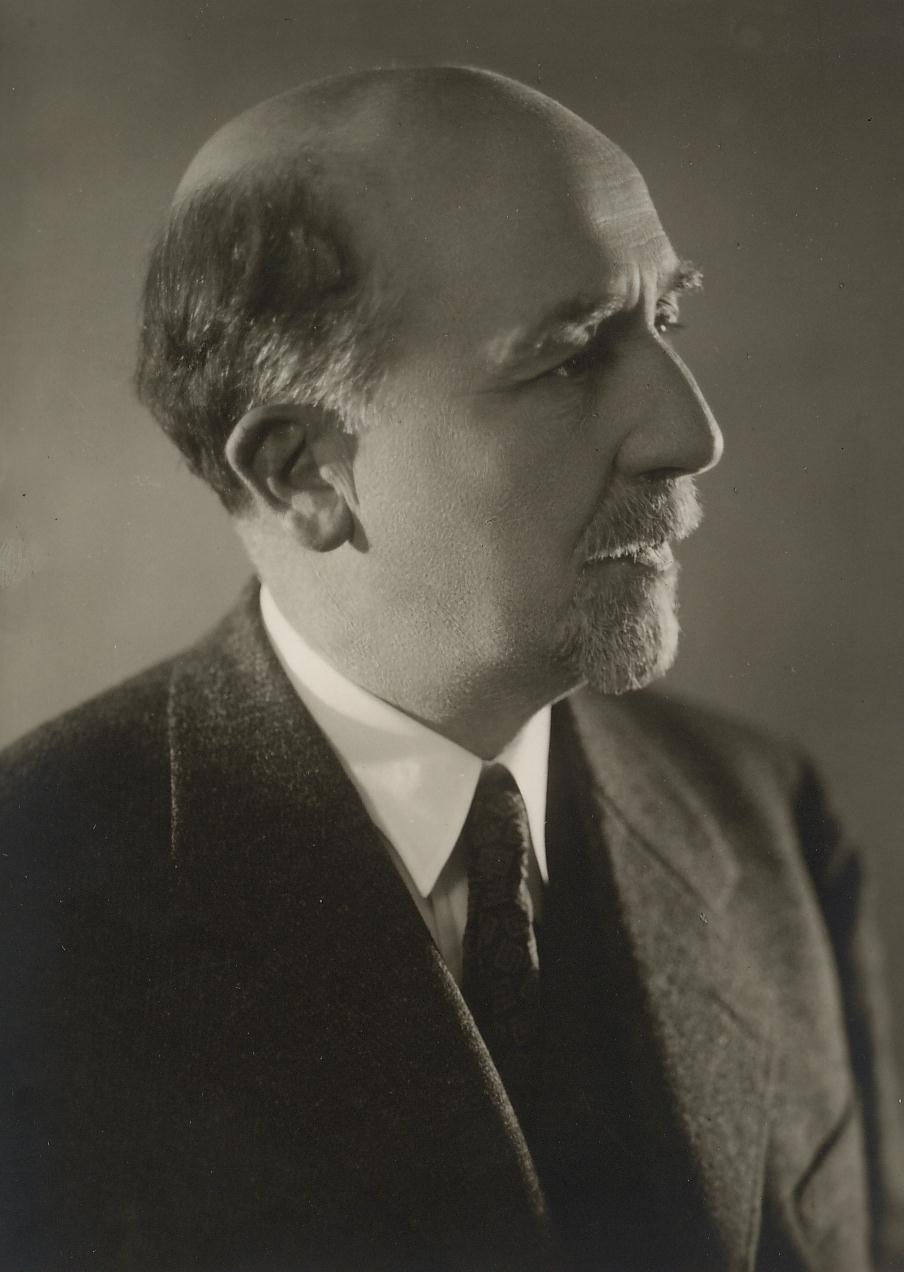
Sextil Pușcariu

- Gaio Sestilio, politico e militare romano

### Variante Sextil
- Sextil Pușcariu, linguista, filologo e politico rumeno